# Pione Sisto
Pione Sisto Ifolo Emirmija (Kampala, 4 de febrer de 1995) és un futbolista professional danès que juga com a migcampista al Aris Salònica FC de la Superlliga de Grècia.

Ha jugat anteriorment amb el Celta de Vigo. Va fer la seva primera aparició oficial amb l'equip el 23 d'agost del 2016, en el partit corresponent a la primera jornada de la Liga Santander.

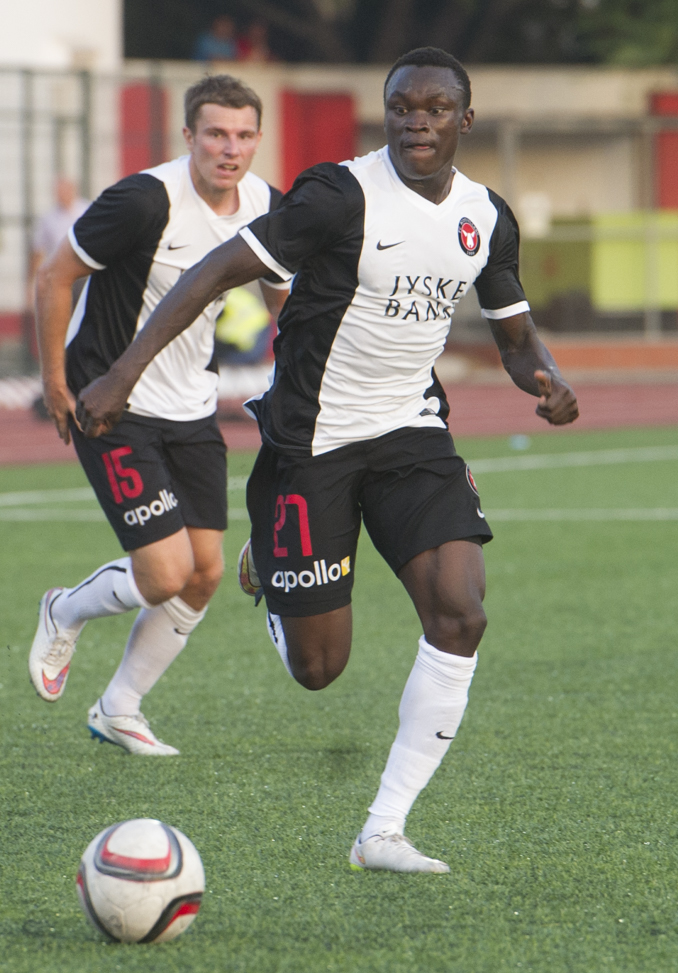
Pione Sisto el 2015.